# متطفلات الأعشاش

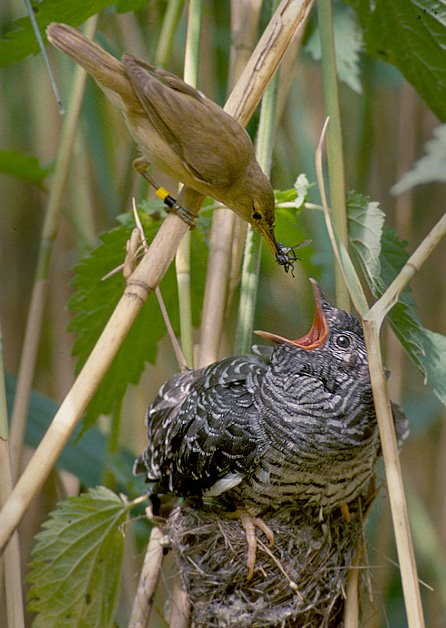
فرخ وقواق مألوف تربيه هازجة القصب.

مُتَطفَّلات الأعشاش هو الاسم الذي يُطلق على الكائنات المُتبعة لاستراتيجيَّة التطفّل على حضنات البيض، وهو نوعٌ من التطفّل السرقيّ، ويوجد لدى أنواع عديدة من الطيور، والحشرات، والأسماك، ويُمكنُ تعريفه بأنَّه ذاك الفعل الذي يستغلُّ فيه نوعٌ مُعيّن نوعًا آخر من غير بني جنسه، أو من نفس النوع، ليحضن ويُربي صغاره عوضًا عنه، فيُعفي نفسه من عبء تربية الصغار وإنشاء الأعشاش، ويستطيع استغلال وقته في البحث عن الطعام والاقتيات وإنجاب المزيد من الصغار، وغير ذلك من الأمور. كما أنَّ هذا الفعل يُقلل من احتمال فُقدان الحضنة كاملةً لصالح الضواري المُغيرة على الأعشاش، كالراكون، فتوزيع البيوض على كذا عُش يعني أنَّ بعضًا منها، أو إحداها على الأقل سوف تفقس. أمَّا بالنسبة للكائن مُستضيف البيض، فإنَّ التكلفة تكون مُرتفعة غالبًا، بل مُدمَّرة، إذ ينشأ ما اطُلحَ على تسميته «بسباق التسلّح التطوري»، بين صغار الكائن المُستضيف والصغير الغريب، وغالبًا ما تكون الغلبة في صالح الأخير، فينمو بسرعة ويفتك بإخوته المُستضيفين.

## متطفلات الأعشاش الطيريَّة

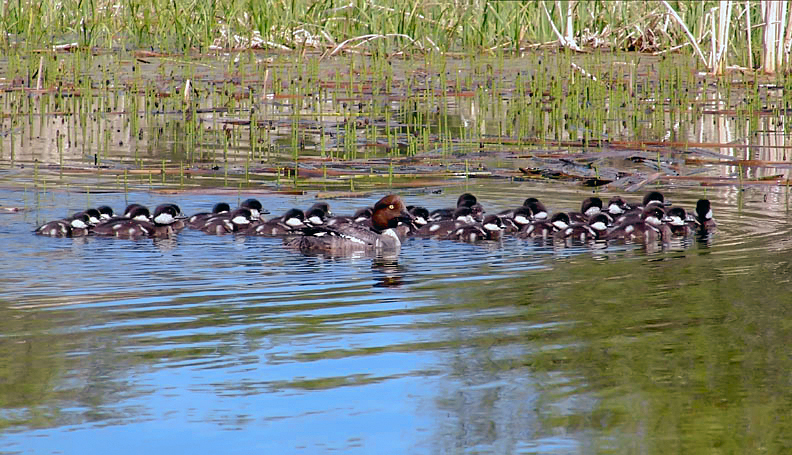
مجموعة من البطَّات ذهبيَّة العين المألوفة، إحدى أشهر مُتطفلات الأعشاش في فصيلتها.

كثيرٌ من الطيور الاجتماعيَّة تتناسلُ مع أكثر من شريك، فتتزاوج الأنثى مع عدَّة ذكور، والأخيرة مع عدَّة إناث، ويُعتبر هذا السوك نوعًا من أنواع التطفّل على الأعشاش، إذ أنَّ الذكور المُفرخة خارج نطاق الزوجيَّة الطبيعيَّة تُعتبر بأنَّها استغلت الذكور الأخرى، الشريكة الأصليَّة للإناث التي تزاوجت معها، لتُنشأ صغارها وتعتني بها، وهُناك نوعٌ آخر أكثر وضوحًا من هذا التطفّل، هو عندما تضع الإناث بيضها في أعشاش أزواج أخرى. يُعرف هذا التطفّل بالتطفّل داخل النوع (ضمن نوع الحيوانات نفسه، لا يتعداه إلى نوع آخر)، وقد لوحظ عندَّ بعض أنواع البط، حيث تُقدم الأنثى على وضع بيضها في أعشاش إناثٍ أخرى، ومن أبرز الأنواع التي تفعل ذلك: ذهبيَّة العين المألوفة(Bucephala clangula).

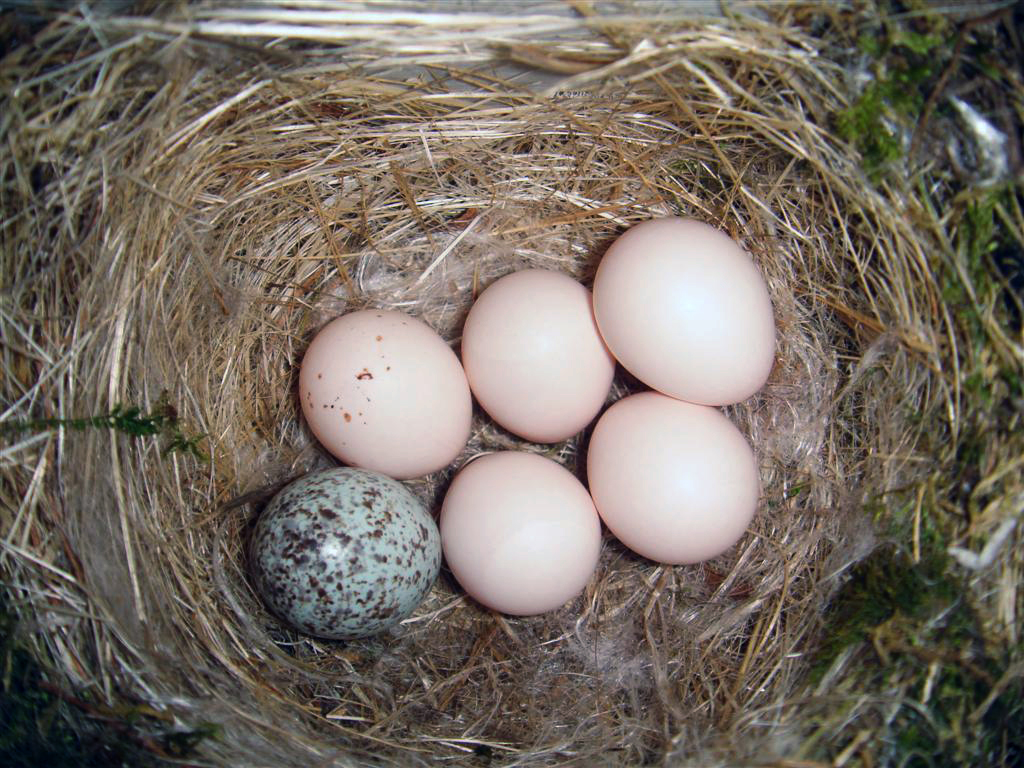
بيضة شُحرُور بقر بُني الرأس داخل عُش فيبي شرقيَّة.

من أشهر أنواع الطيور المُتطفلة على أعشاش الأنواع الأخرى: الوقواقات في العالم القديم وأستراليا، وشحارير البقر والبطة سوداء الرأس (Heteronetta atricapilla) في العالم الجديد، والهويدات ودليلة المناحل في أفريقيا. اقترح العُلماء سبعة أصولٍ مُستقلَّة لعادة التطفّل على أعشاش الأنواع الأخرى عند الطيور، وعلى الرغم من أنّ الجدال حول تاريخ وسبب تطوّر هذا السلوك ما زال قائمًا، فقد أظهرت التحاليل الوراثيَّة العرقيَّة أن هُناك أصلين لهذه العادة عند العُصفوريَّات أو الجواثم (واحدة عند شحارير البقر الأمريكيّة، والأخرى عند الشراشير الأفريقيَّة)، وثلاثة أصول عند وقواقات العالمين القديم والجديد، وأصلٌ واحد عند دليلة المناحل للعالم القديم؛ وآخرٌ عند نوعٌ واحد فقط من الطيور المائيَّة، ألا وهي البطة سوداء الرأس.
مُعظم متطفلات الأعشاش الطيريَّة أنواعٌ اختصاصيَّة، أي لا تتطفَّل إلاّ على أعشاش نوعٌ واحد من الطيور، أو مجموعة صغيرة من الأنواع المُقرَّبة، ولا يخرجُ عن هذه القاعدة إلاَّ أربعة أنواع من أصل خمسة من شحارير البقر، فهيَ مُتطفلات عموميَّة، تستغلّ طائفة واسعة من الطيور الأخرى؛ فشُحرُور البقر بُني الرأس على سبيل المثال يتطفَّلُ على أعشاش 221 نوعًا من الطيور. تضعُ المُتطفلات الطيريَّة بيضةً واحدةً في العادة في عُش مضيفها، غير أنَّ البعض، وبالأخص شحارير البقر، قد تتطفّلُ عدّة إناث منه على نفس العُش الأجنبي.
يُعتبرُ الوقواق المألوف نوعًا مُميزًا من مُتطفلات الأعشاش، فالنوع ككل يتطفَّل على أعشاش طائفةٍ واسعة من الطيور، لكنّ كُل أنثى على حدى تتطفّلُ على أعشاش نوعٍ مُعيَّن فقط. يظهرُ أن المورثات التي تتحكم بلون البيض تنتقل من جيلٍ إلى آخر عن طريق الأم فقط، مما يسمح للإناث أن تضع بيضًا مُتماثلاً مع بيض أسلافها في أعشاش الطيور المُتخصصة بالتطفّل عليها، فلا تشك الأخيرة بالبيض الغريب أو تتعرَّف عليه حتى مع مرور الأجيال. غالبًا ما تعود الأنثى لتتطفَّل على عُش النوع الذي رخمها وحضنها صغيرة.
إنَّ آليات انتقاء أنثى الوقواق لعُش المُضيف ما تزال غير واضحة نوعًا ما، على الرغم من اقتراح عددٌ من العُلماء عدّة نظريَّات حول هذا الموضوع، ومن هذه: أنَّ الأنثى ترث تفضيل نوعٍ دون آخر من والدتها، أو أنَّها تتطبَّع بطباع الفراخ الصغيرة في عُش مضيفتها عندما تكون في رعايتها فتسعى خلفها عندما تكبر، أو أنها تعود إلى مكان فقسها وتختارُ عُشًا بطريقة عشوائيَّة، أو أنها تختار العُش ذي الموقع الأفضل لتضع بيضها فيه، أو ذي الموئل المُفضَّل. ومن بين هذه الافتراضات كُلها، بيَّنت التجارب التحليليَّة قُرب آخر اثنين إلى الصحَّة.

### التكيفات الشائعة عند المُتطفلات الطيريَّة
تضع جميع المُتطفلات الطيريَّة بيضًا مُحاكيًا، أي شبيهًا، ببيض الأنواع المُستضيفة، وهناك بعض الأدلَّة حتى، التي تدعم النظريَّة القائلة بأنَّ شُحرُور البقر بُني الرأس قد تكيَّفت إناثه لتضع بيضًا يُحاكي لونه لون جميع الأنواع التي تتطفّل على أعشاشها.
تُقدمُ مُعظم المُتطفلات الطيريَّة على إزالة إحدى بيوض النوع المُستضيف قبل أن تضع بيضتها في العُش. وبَعضُ الأنواع تفعلُ ذلك خلال ذات الزيارة، وبعضها الآخر في زيارةٍ أوليَّة قبل وضع البيضة. وهذه الخطوة تحول دون معرفة الطائر المستضيف أنَّ أحدهم قد تطفَّل على حضنته، وتُقلّلُ من حدَّة المُنافسة مع الفراخ الأخرى مُستقبلاً.

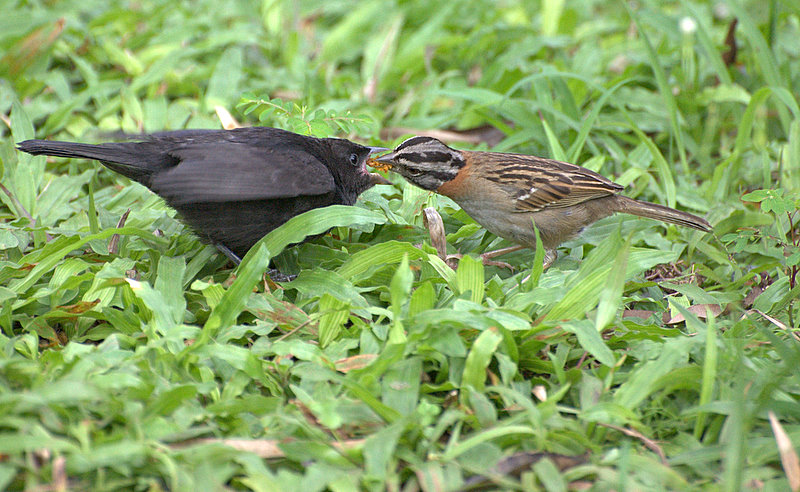
فرخ شُحرُور بقر لمَّاع تُطعمه أنثى عصفور دوري أمغر الطوق.

تدوم فترة رخم بيوض مُعظم مُتطفّلات الأعشاش الطيريَّة فترةً وجيزةً، ويكون نموَّها سريعًا للغاية، الأمر الذي يسمح لها بالتقدم بالنمو على أشقائها وشقيقاتها بالتبني، فتتمكن من الهيمنة عليهم والاسئثار بحصَّة الأسد من الغذاء، وبحال كانت تلك الفراخ من نوعٍ يقلُّ حجمًا بكثير عن الطائر المُتطفّل، فإنها ستنفقُ جوعًا على الأرجح. تُقدمُ بعض المُتطفلات على قتل جميع الفراخ الأخرى في العُش، أو الفتك ببيوضها، بعد فترةٍ وجيزةٍ من الفقس، وهي تفعل ذلك عبر إسقاطها من العُش أو عبر نقرها بخطّافين على فكها السفلي، يسقطان بعد بضعة أيَّام من فقسها.

### «فرضيَّة المافيا»
لطالما تسائل العُلماء عن السبب الذي يُرغم الأغلبيَّة الساحقة من الأنواع المُستضيفة على قبول الفرخ الدخيل والاعتناء به حتى يبلغ أشدَّه. فهذه الطيُورُ الدخيلة لا تختلفُ في الحجم عن أبويها المُتبنيين اختلافًا واضحًا فحسب، بل إنَّه من المُحتمل تقليصها لنسبة النجاح التناسلي الخاصَّة بتلك الأخيرة، لذا فإنَّ السؤال الذي يَطرح نفسه هو: «ما عسى أن تكون الفائدة المرجوَّة من وراء الاعتناء بها؟». أنتجت الدراسات الهادفة إلى تفسير هذا الأمر ما أصبح يُعرف باسم «فرضيَّة المافيا»، وهي تدور حول تلاعب المُتطفّل بغريزة النوع المُستضيف وإرغامه على تربية الفرخ غصبًا عنه، فكثيرٌ من المُتطفلات إن اكتشفت أنَّ بيضتها قد كُسرت أو رُميت خارج العش، تعمد إلى تدميره والفتك بالبيوض أو الفراخ فيه، الأمر الذي يُرغم الأبوين المُستضيفين على إعادة الكرَّة من البداية، أي إنشاء العُش والتفريخ، مما يُفقدها وقتًا ثمينًا تعرف غريزيًا أنَّ عليها استغلاله في إنشاء صغارها، فتذعنُ في المرَّة التالية لسلوك المُتطفلات.
رجَّح العلماء أنَّ نوعين من المُتطفلات على الأعشاش يُظهران هذا النمط السلوكيّ العدائي بشكلٍ واضح، وهما: شُحرُور البقر بُني الرأس (Molothrus ater) من أمريكا الشماليَّة، والوقواق المُرقَّط الكبير (Clamator glandarius) من أوروبا. تضعُ أنثى الأخير أغلب بيوضها في أعشاش العقعق الأوراسيّ (Pica pica)، وتبيَّن من خلال المُراقبة الميدانيَّة أنها دائمًا ما تعود لتتفقد العُش وترى أحوال البيضة، وهذه خطوةٌ مُسبقة توحي باستعدادها لتدمير العُش إن أصاب بيضتها أي سوء، مما يُفيد بصحَّة فرضيَّة المافيا. أجرى بعض العلماء تجربةً استمرَّت من شهر أبريل حتى شهر يوليو، في عاميّ 1990 و1992 على التوالي، في هضبة هويا دي گواديكس المُرتفعة في إسبانيا، فتابعوا تأثير استئصال بيوض الوقواق على نسبة النجاح التناسليّ للعقعق، ودرسوا ردود فعل تلك الطيور؛ فاعتبروا أنها تقبَّلت البيضة بحال أبقتها في العُش، ورفضتها إن اختفت بين الزيارة والأخرى، وهجرتها إن كانت لا تزال موجودةً في العُش لكنها باردة. قِيسَ مِقدارُ النجاح التناسليّ عند العُقعق عبر عدد القراخ التي بقيت حيَّة حتى زيارة العلماء الأخيرة، وهي تلك التي تسبقُ تريّش الفراخ وخروجها من العُش. أظهرت الدراسات أنّ الأعشاش التي أُزيلت منها بيوض الوقواق تعرَّت للتخريب وفراخها للقتل وبيوضها للتكسير بنسبةٍ أكبر من تلك التي أُبقي على البيض فيها، ولجأ العلماء إلى وضع بيوضٍ لدائنية اصطناعيَّة تُشبه بيوض الوقواق في نفس أعشاش طيور العقعق التي تمت دراستها، للتأكد من أنَّ من يُدمّرُ الأعشاش رافضة البيض هي الوقواقات، فتبيَّن صحَّة هذا الأمر.
أُجريت تجربةٌ أُخرى مُماثلة خلال الفترة المُمتدة من عام 1996 حتى عام 2002، وتناولت العلاقة بين شحارير البقر بُنيَّة الرأس وإحدى مُستضيفات بيوضها، ألا وهي الهازجة الكاتبة (Protonotaria citrea)، فوضعوا بيوضًا اصطناعيَّة في أعشاش بعض الهازجات التي تمَّت مُراقبتها، وراقبوا تلك التي ترفضها وتلك التي تتقبلها، فتبيَّن أنَّ 56% من الأعشاش التي لفظ أصحابها البيوض تعرَّضت للسلب، مُقابل 6% من الأعشاش التي تقبَّل أصحابها البيضة الأجنبيَّة. كما تبيَّن أنَّ 85% من الأعشاش التي أُعيد إنشائها بعد أن تعرَّضت للسلب، قد تمَّ تدميرها. كذلك تبيَّن أنَّ نسبة التفريخ عند الزوجين الأصليين قد انخفضت بحوالي 60%، مُقارنةً بتلك الخاصة بالأزواج
التي تقبَّلت البيضة.

### فرضيَّة موقع العش
وفقًا لهذه الفرضيَّة، تختار أنثى الوقواق مجموعةً من الأنواع المُستضيفة ذات أعشاشٍ بمواقع شبيهة بموقع عشها، وخصائص بيض شبيهة بتلك الخاصَّة بها. وأنها تقوم بمراقبة عدد منها وتختار العُش الأفضل من بينها.
أظهرت الأبحاث التي أجريت على مجموعات الأعشاش التي تتطفّلُ عليها الوقواقات أنَّ هناك شبهًا بين بيوض الأخيرة والبيوض النمطيَّة للأنواع المُستضيفة، وأنَّ نسبةً قليلةً من بيوض الأعشاش المُتطفَّل عليها لم تكن تتشابه بشكلٍ تام تقريبًا مع شكل بيوض الوقواق، وحتى في الأعشاش ذات البيوض اللامُتناغمة، تبيَّن أنها تتشابه مع بيوض أنواعٍ مُستضيفة أخرى، مما يدعم فرضيَّة موقع العش.
تعرَّت هذه الفرضيَّة للنقد من قبل بعض العلماء الذين قالوا أنها لا تُفسّر ماهيَّة الآليَّات التي تختار الوقواقات عبرها الأعشاش، أو ماهي الدلائل التي تستعين بها للتعرّف على موقعٍ مُلائم.

## التطفل على العناية الأبويَّة
يُقصدُ بالتطفل على العناية الأبويَّة العلاقة بين «المُضيف» و«المُتطفّل» على حضنته، وهي حالةٌ تقع عندما تتولّى أفرادٌ من الحيوانات تربية صغير نوعٍ آخر لا يرتبط بها. أمَّا «المُضيفان» فهما الوالدان الأصليَّان، وصاحبيّ العش، وأمَّا المُتطفلات فهي تلك الأفراد التي تستغل أعشاش، أو بيوض المُضيفات لصالحها، وهذه الحالة تقع عندما تحاول المُتطفلات التخفيف من عبء العناية الأبويَّة المرمي على عاتقها، حتى تستطيع استغلال طاقتها في مساعٍ أخرى.

### تكلفة المُضيف
نظرًا للآثار الضارَّة الكثيرة على النجاح التناسلي للطيور المُضيفة، الذي تتسبب فيه مُتطفلات الأعشاش الطيريَّة، فقد تكيَّفت الأنواع المُضيفة حتى تدافع عن نفسها ونسلها ضد هذا الخطر الفريد عبر وسائل مُتنوِّعة. من هذه الوسائل: اختيار موقع تعشيش لا يُمكن للمُتطفلات أن تصل إليه بسهولة، أو أن تبدأ برخم البيض مُبكرًا حتى تكون قابعةً على العًش عند زيارة المُتطفلات، التي تحصلُ خلال الصباح الباكر غالبًا، أو أن تتولّى الدفاع عن منطقتها بشراسة. كذلك يُمكن للطيور المُعشعشة في جماعات أن تُسخّر جهد المجموعة كلها لطرد أي مُتطفّل.

### المُضيفات الحاضنة
تتقبَّلُ المُضيفات البيضة الأجنبية في كثيرٍ من الأحيان عندما تعود وتجدها في عشها، أمَّا إن لم تتقبلها، فدفاعها الوحيد لحماية نسلها هو رمي البيضة خارج العش. تُفيد فرضيَّة «الاستثمار الأبوي» أنَّ بعض الأنواع تطوّرُ عددًا من الأساليب لتُدافع بها عن بيوضها بعد أن يغزو المُتطفل عشها، فتُميّز أيها خاصتها وأيها الأجنبيَّة. يتوقفُ رفض البيوض الطفيليَّة على التعرُّف على نمط نقوشها أو تمييز عدد البيوض الأساسي في العش، وعندما يرفض الطائر البيضة، فإنه إمَّا أن يحملها ويرميها إن كان منقاره كبيرًا أو طويلاً، أو ينقرها حتى يثقبها، لكنّ هذا لا يأتي دون مخاطرة، لا سيَّما حين تكون البيضة الأجنبية تُحاكي البيوض الأصليَّة في الحجم والنقوش، فيُحتمل أن يكسر الطائر إحدى بيوضه عوضًا. وفي جميع الأحوال، يُحتمل أن تؤذي أصحاب العش بيوضها الخاصَّة عندما تحاول إزالة بيضة المُتطفّل عليها.
بعضُ المُضيفات لا تُقدم على كسر البيضة أو رميها، بل تهجر العش نهائيًّا وتعيد إنشاء آخر في موقع ثانٍ، غير أنَّ هكذا سلوك يُصبحُ ضارًّا أكثر منه نافعًا في بعض الأحيان، لا سيَّما وإن كان هُناك تكيزٌ في أعداد المًتطفلات، أي ارتفاع. من السلوكيات الأخرى التي تتخذها الطيور المُتطفّل على عُشها: تعديل تصميم وحجم العش بحيث توضع البيضة الأجنبية في ناحية والبيوض الأصليَّة في ناحية أخرى، وذلك عبر حياكة مواد نباتيَّة حولها، أو إنشاء عش جديد فوق القديم، فعلى سبيل المِثال تقوم الغرَّة الأمريكيَّة بركل البيوض الطفيليَّة خارج عشها، أو تبني عشًّا آخر بجانب العش القديم، وتنقل صغارها الأصليَّة إليه، وتترك الصغار المُتطفلة لتنفق جوعًا.

### تكلفة المُتطفّل
من المعروف أنَّ التطفُل على أعشاش الأنواع الأخرى من شأنه أن يُزيح عبء تربية الفراخ عن كاهل أبويها الأصليين، وأن يزيد من أعدادها، لكن حوالي نصف تلك البيوض فقط يفقس، وبناءً على هذا، يُمكن القول أنَّ التطفّل يحملُ في طيَّاته عدّة مخاطر بالنسبة للمُتطفّل كما للمُضيف. فعلى سبيل المثال، تبيَّن أنَّ الفراخ المُتبناة من قبل أزواج القرقف الملتحي (Panurus biarmicus) تنمو بوتيرةٍ أبطأ بكثير من وتيرة الفراخ الأصليَّة في الأعشاش الأخرى، وأنَّ كثيرًا منها لا يصلُ مرحلة البلوغ. يُمكن للإناث المُتطفلة أن تتكيَّف حتى تكون جوَّآلة أو مُعششة، أمَّا الإناث الجوَّآلة فهي تلك التي تعتمد على الأنواع الأخرى اعتمادًا كليًّا في تربية فراخها نظرًا لأنها لا تُمشأ أعشاشًا، وبالتالي فهي تتناسلُ بنسبةٍ أقل، نظرً لأن الأنواع المُضيفة قد ترفض بيوضها وترميها، ولاحتمال تفويتها الفترة التي تضع خلالها الأنواع المُضيفة بيوضها. تُقدمُ بعض الأناث المُعششة على وضع بيضها في أعشاش طيورٍ أخرى في بعض الأحيان نظرًا لظروف طارئة غير متوقعة، أو مؤقتة، كأن تفقد عشها، أو تضع فائضًا من البيض يفوق قدرتها على العناية والتربية.

### المُتطفلات الحاضنة
في بعض الأحيان لا تتمكن الطيور من المُضيفة من التعرّف على البيضة الأجنبيَّة، ولا تفهم أنها تعتني بصغيرٍ ليس من نسلها، وأبرز الأسباب الكامنة وراء ذلك أنها عدم تمكنها من التمييز بين بيوضها والبيضة الأجنبيَّة. تضع المُتطفلات بيوضها في هذه الأعشاش حتى تتشارك فراخها في الغذاء مع أبناء العش الأصليَّة، غير أن ذلك قد يكون له دوافع أخرى، فمثلاً تُفضّلُ إناث العيدر وضع بيضتها في أعشاشٍ وضعت صاحبتها بيضها فيه قبلاً، حتى تكون بيضتها الخاصَّة محميَّة، فالبيضة الأولى في العُش هي الأكثر عرضةً للافتراس. تُقدمُ بعض أنواع فراخ المُتطفلات على قتل الفراخ الأخرى في العش لتستأثر بالغذاء وحدها، فعلى سبيل المِثال، يَقتلُ فرخ شُحروُر البقر جميع الفراخ الأخرى إن كانت نسبة الطعام التي يجلبها الوالدين إلى العُش قليلة، لكنه لن يفعل ذلك طالما كانت النسبة متوازية أو مرتفعة وفائضة.

## مُتطفلات الأعشاش الحَشريَّة
هُناك أنواعٌ عِدَّة من النحل الوقواقي، وهي كُلها من مُتطفلات الأعشاش الحَشريَّة، التي تضع بيوضها في أعشاش أنواعٍ أخرى من النحل، وغالبًا ما يُشار إليها على أنها من «المُتطفلات السَّارقة».
كذلك، هُناك فصيلةٌ من الزنابير الوقواقيَّة، كثيرٌ من أعضائها يضع بيوضه في أعشاش زنابير أخرى، من شاكلة: زنابير الفخَّار، وزنابير الطين. وبالإضافة إلى هذه الفصيلة، تطوَّرت فصائل كثيرة أخرى من الزنابير وتكيَّفت مع العيش هكذا أسلوب حياة. من أبرز الأمثلة على أجناس النحل الوقواقي المُتطفّل: جنسيّ Nomada وEpeoloides.

## وصلات خارجية
- لوثر، پيتر إ. (2005–2007). "التطفّل على الأعشاش". المتحف الميداني. مؤرشف من الأصل في 2012-04-15. اطلع عليه بتاريخ 2007-01-09. يتضمن وصلات إلى قوائم تحوي جميع أنواع الطيور المتطفلة على الأعشاش في العالم.